# ホビーコンプレックス
ホビーコンプレックスとは、アート・ストームが主催するガレージキットや玩具類の総合イベントである。

## 概要
当日版権システムを採用している。2007年9月9日に神戸国際展示場で第1回が開催された。11月25日に東京ビッグサイトで第2回が開催された時には声優の宮村優子が来場してサイン会を行った。その後は順調に回を重ねていたが、2009年9月・12月に予定されていた回が中止となり、同年6月30日に事務局業務を閉鎖した。
なお、残務業務は株式会社アート・ストーム本社が引き継ぎを行う旨、アナウンスされている。